# Yrvind Island
Yrvind Island (englisch; bulgarisch остров Юрвинд ostrow Jurwind) ist eine felsige, in nord-südlicher Ausrichtung 165 m lange und 70 m breite Insel im Archipel der Südlichen Shetlandinseln. Sie liegt 635 m ostnordöstlich des Smilets Point, 675 m südöstlich des Meldia Rock und 2,1 km südwestlich des Retamales Point vor der Nordwestküste von Nelson Island.
Britische Wissenschaftler kartierten sie 1968. Die bulgarische Kommission für Antarktische Geographische Namen benannte sie im April 2021 nach dem schwedischen Segler und Autor Sven Yrvind (* 1939), dem Entwickler des Bris-Sextanten, eines Festwinkelsextanten. 